# Circuit Paalgraven
Der Circuit Paalgraven ist eine Motorsport-Rennstrecke in den Niederlanden. Sie ist auch unter den Namen Circuit de Graafse baan und Circuit Vorstengrafdonk bekannt. Auf dem temporären Straßenkurs finden Motorradrennen statt.

## Geschichte

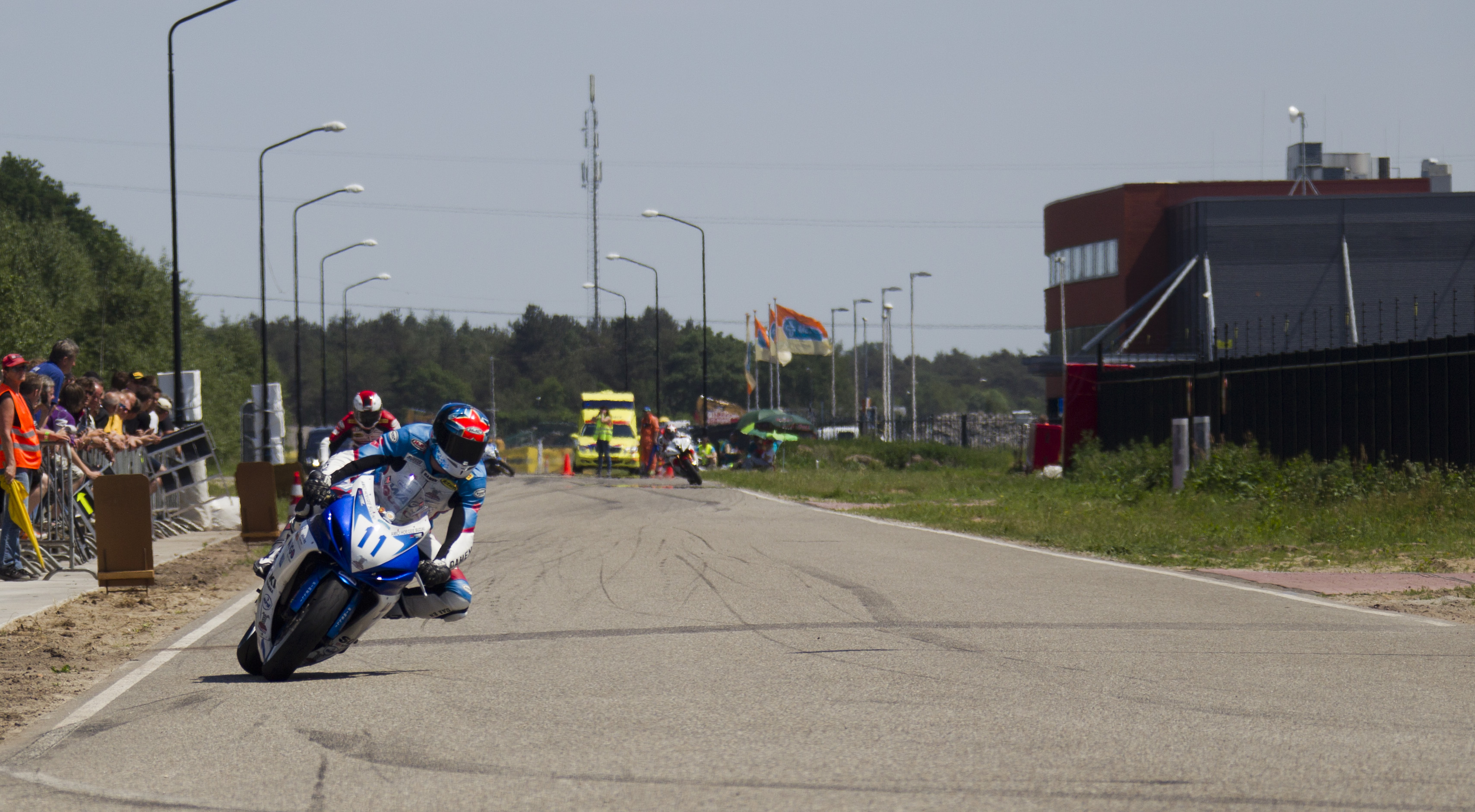
Circuit Paalgraven 2012

Zwischen 1967 und 1975 und ab 1994 fanden auf den Straßen um Oss Motorradrennen auf diversen Straßenkursen – dem Circuit Moleneind, dem Circuit Maashaven und dem Circuit Elzenburg – statt. Der Circuit Paalgraven wurde 2004 erstmals für Motorradrennen benutzt. In den ersten zwei Jahren wurde der Kurs im Uhrzeigersinn befahren, danach änderte sich die Fahrtrichtung.
Ab 2018 kamen verkürzte Varianten des Kurses zur Anwendung. Die zuletzt 2022 benutzte Variante hatte eine Länge von 1,95 km.
Seit 2023 finden die Rennen auf dem neuen Circuit de Geer statt.

## Streckenbeschreibung
Der Kurs liegt im Industriegebiet Vostengrafdonk südlich der Stadt Oss nahe der Kartbahn Circuit Park Bergheim.

## Veranstaltungen
Von 2014 bis 2016 war der Circuit Bestandteil des Kalenders der International Road Racing Championship (IRRC), ehe die Meisterschaftsrunde auf das Schleizer Dreieck wechselte. Danach wurde das Classic Roadracing Oss auf Teilen der alten Strecke durchgeführt. Dieses umfasste u. a. ein 3-Stunden-Rennen.